# یاسونوری ماسوتانی
یاسونوری ماسوتانی (انگلیسی: Yasunori Masutani؛ زادهٔ ۵ ژوئیهٔ ۱۹۶۱) یک صداپیشه اهل ژاپن است. وی از سال ۱۹۹۰ میلادی تاکنون مشغول فعالیت بوده‌است.